# 蒙布里松
蒙布里松（法語：Montbrison，法語發音：[mɔ̃bʁizɔ̃]），法国中南部城市，奥弗涅-罗讷-阿尔卑斯大区卢瓦尔省的一个市镇，也是该省的一个副省会，下辖蒙布里松区。蒙布里松位于卢瓦尔省西部，其市镇面积为16.33平方公里，2022年1月1日时人口数量为16,098人，在法国城市中排名第617位。
蒙布里松位于卢瓦尔省中西部，1795至1855年间曾为卢瓦尔省的省会，现为一个区域性的中心城市，亦是圣艾蒂安的一个远郊卫星城。

## 地名来源

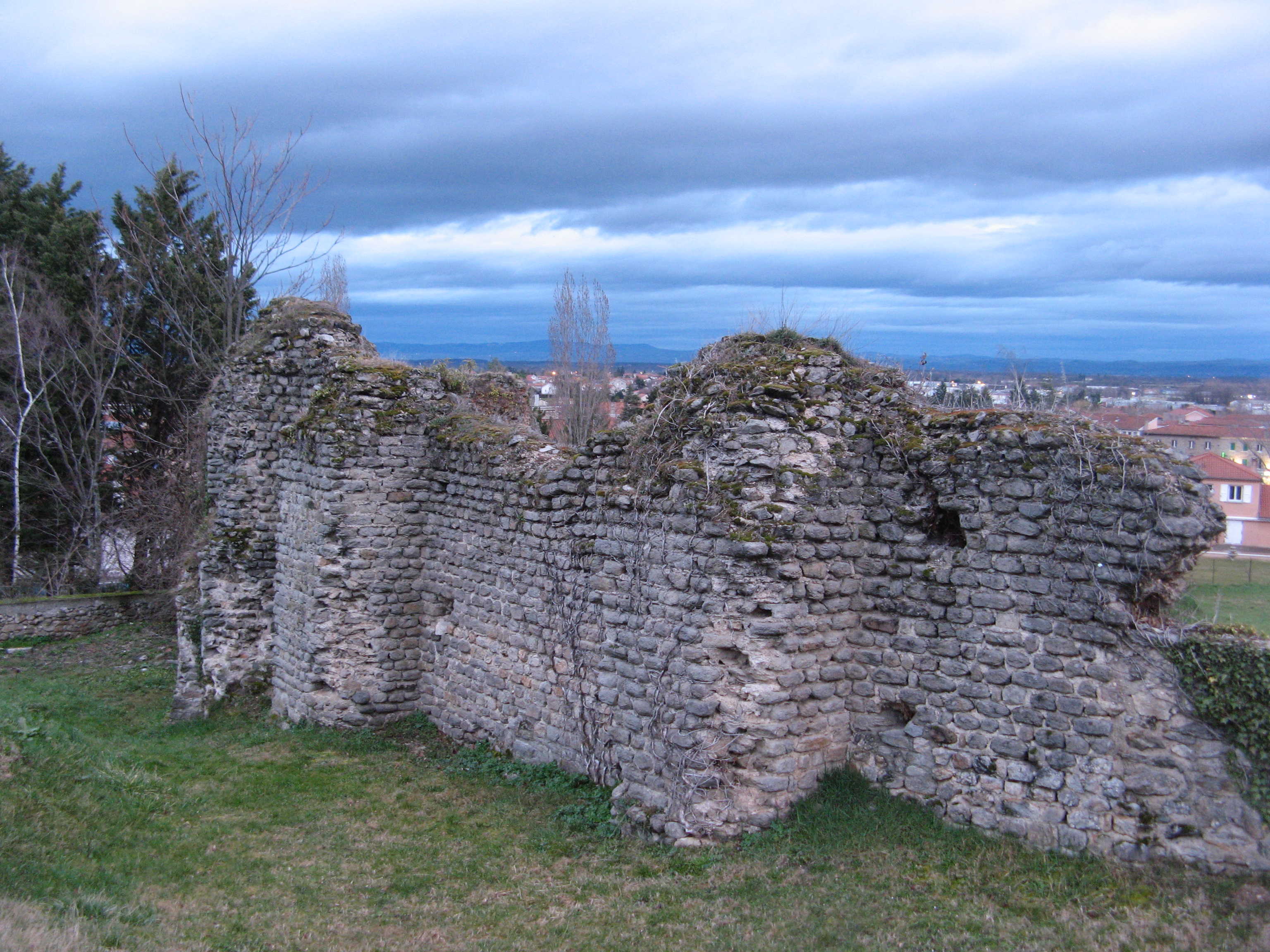
古罗马时期的遗址

“蒙布里松”一名来源于流经当地的穆万河，最初出现于公元11世纪。

## 历史
蒙布里松早在高卢-罗马时期就已出现集镇，此后长期为福雷山的一个区域性工商业中心，中世纪后期因地理位置重要（连接奥弗涅和里昂的必经之路）而得到发展，并由贝里的玛丽主持修建城墙。1795至1855年，蒙布里松为卢瓦尔省的省会，其间运河和铁路的建成使得蒙布里松获得了较大的发展。一战时期曾遭到严重破坏，二战后逐渐发展成为圣艾蒂安的重要卫星城之一。1973年，相邻的穆万整体并入蒙布里松市镇范围。2019年，蒙布里松集市被列为“法国最美集市”之一。

## 地理

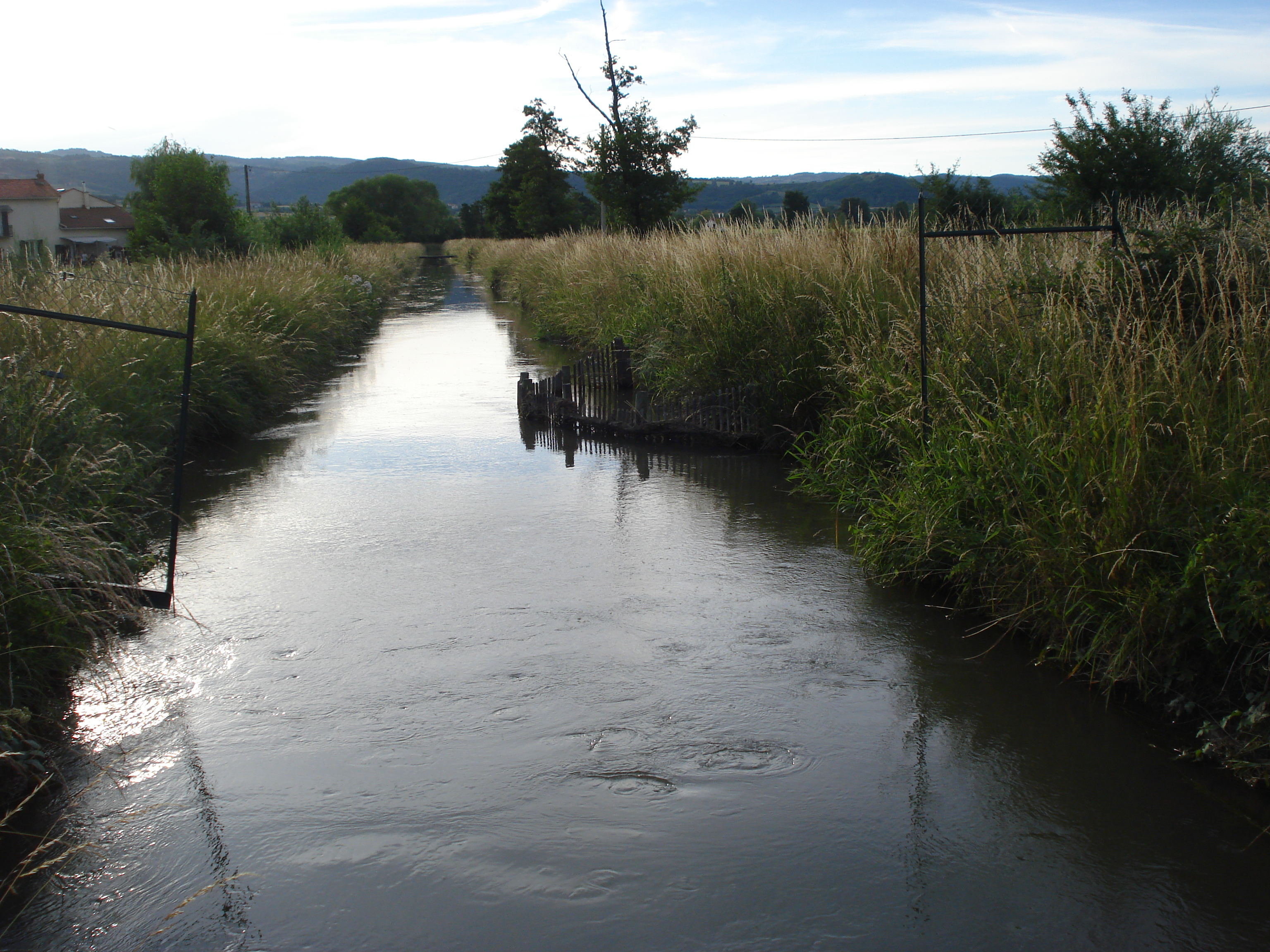
蒙布里松运河

蒙布里松位于法国东南部，奥弗涅-罗讷-阿尔卑斯大区中西部和卢瓦尔省西部，距离省会圣艾蒂安大约30公里。与蒙布里松接壤的市镇包括：尚迪约、巴尔、埃科泰洛尔姆、埃塞蒂讷-昂沙泰尔讷夫、莱济尼厄、普雷雪、圣罗曼勒皮、圣托马拉加德、萨维尼厄。

### 地形
蒙布里松位于福雷山脚下，市区地势相对平坦，全境海拔在370至552米之间。

### 水文
维泽济河和穆万河流经境内，属于卢瓦尔河流域。沿河分布有19世纪建成的运河。此外，蒙布里松东郊的萨维尼厄境内有一处湖泊，沿湖建有湖泊公园（Parc de l'Etang）。

### 植被
蒙布里松属于温带落叶林区，阿拉尔花园（Jardin d'Allard）是当地主要的城市绿地公园，此外多个街区建有人工绿化带。

### 气候
蒙布里松属于带有山地和地中海特征的温带海洋性气候，具体表现为：冬季较为寒冷，夏季偏凉，受到皮拉山焚风影响，偶尔有极端高温天气发生。
距离蒙布里松最近的气象站位于昂德雷济约-布泰翁境内，以下为该气象站的数据：
| 昂德雷济约-布泰翁   | 昂德雷济约-布泰翁 | 昂德雷济约-布泰翁 | 昂德雷济约-布泰翁 | 昂德雷济约-布泰翁 | 昂德雷济约-布泰翁 | 昂德雷济约-布泰翁 | 昂德雷济约-布泰翁 | 昂德雷济约-布泰翁 | 昂德雷济约-布泰翁 | 昂德雷济约-布泰翁 | 昂德雷济约-布泰翁 | 昂德雷济约-布泰翁 | 昂德雷济约-布泰翁 |
| 月份                | 1月               | 2月               | 3月               | 4月               | 5月               | 6月               | 7月               | 8月               | 9月               | 10月              | 11月              | 12月              | 全年              |
| ------------------- | ----------------- | ----------------- | ----------------- | ----------------- | ----------------- | ----------------- | ----------------- | ----------------- | ----------------- | ----------------- | ----------------- | ----------------- | ----------------- |
| 历史最高温 °C（°F） | 20 (68)           | 23.2 (73.8)       | 26.4 (79.5)       | 28.8 (83.8)       | 33.7 (92.7)       | 38 (100)          | 41.1 (106.0)      | 39.3 (102.7)      | 36 (97)           | 31.5 (88.7)       | 25.2 (77.4)       | 22 (72)           | 41.1 (106.0)      |
| 平均高温 °C（°F）   | 6.8 (44.2)        | 8.4 (47.1)        | 12.4 (54.3)       | 15.3 (59.5)       | 19.8 (67.6)       | 23.6 (74.5)       | 26.7 (80.1)       | 26.3 (79.3)       | 22 (72)           | 17.1 (62.8)       | 10.8 (51.4)       | 7.4 (45.3)        | 16.4 (61.5)       |
| 日均气温 °C（°F）   | 3.2 (37.8)        | 4.3 (39.7)        | 7.4 (45.3)        | 10 (50)           | 14.3 (57.7)       | 17.8 (64.0)       | 20.4 (68.7)       | 20 (68)           | 16.3 (61.3)       | 12.6 (54.7)       | 7.1 (44.8)        | 4.1 (39.4)        | 11.5 (52.6)       |
| 平均低温 °C（°F）   | −0.4 (31.3)       | 0.1 (32.2)        | 2.4 (36.3)        | 4.6 (40.3)        | 8.8 (47.8)        | 12 (54)           | 14.2 (57.6)       | 13.8 (56.8)       | 10.7 (51.3)       | 8 (46)            | 3.3 (37.9)        | 0.7 (33.3)        | 6.5 (43.7)        |
| 历史最低温 °C（°F） | −25.6 (−14.1)     | −22.5 (−8.5)      | −13.9 (7.0)       | −7 (19)           | −3.9 (25.0)       | −0.6 (30.9)       | 2.9 (37.2)        | −1.4 (29.5)       | −2.6 (27.3)       | −6.2 (20.8)       | −10.6 (12.9)      | −18.6 (−1.5)      | −25.6 (−14.1)     |
| 平均降水量 mm（）   | 36.6 (1.44)       | 28.2 (1.11)       | 36.7 (1.44)       | 61.3 (2.41)       | 91.6 (3.61)       | 78.3 (3.08)       | 64 (2.5)          | 70.4 (2.77)       | 75.7 (2.98)       | 71.8 (2.83)       | 63.1 (2.48)       | 40.5 (1.59)       | 718.2 (28.28)     |
| 平均降水天数        | 7.7               | 6.8               | 7.2               | 9.4               | 11                | 8.8               | 7.1               | 7.7               | 7.5               | 8.8               | 7.9               | 7.3               | 97.2              |
| 平均降雪天数        | 6.3               | 5.1               | 3.2               | 2.6               | 0.1               | 0                 | 0                 | 0                 | 0                 | 0.2               | 2.4               | 4.3               | 24.2              |
| 月均日照時數        | 85.6              | 108.8             | 159.3             | 182.4             | 212.9             | 239.5             | 273.1             | 251.4             | 187.3             | 133.5             | 83.5              | 67.9              | 1,985.2           |
| 来源：infoclimat    |                   |                   |                   |                   |                   |                   |                   |                   |                   |                   |                   |                   |                   |

## 行政区划
蒙布里松是法国奥弗涅-罗讷-阿尔卑斯大区卢瓦尔省的一个市镇，编号为42147，它也是卢瓦尔省的一个副省会。蒙布里松下辖蒙布里松区，管理蒙布里松县，同时也是卢瓦尔-福雷城市圈公共社区的办公驻地。
法国国家统计与经济研究所（简称）在进行数据统计时，将蒙布里松及相邻的另外4个市镇设为蒙布里松城市核心区，并将包括核心区在内的周边共13个市镇划为蒙布里松城市区。同时，还将蒙布里松市镇分为了6个“块区”（IRIS），以便于统计人口分布情况。

## 交通

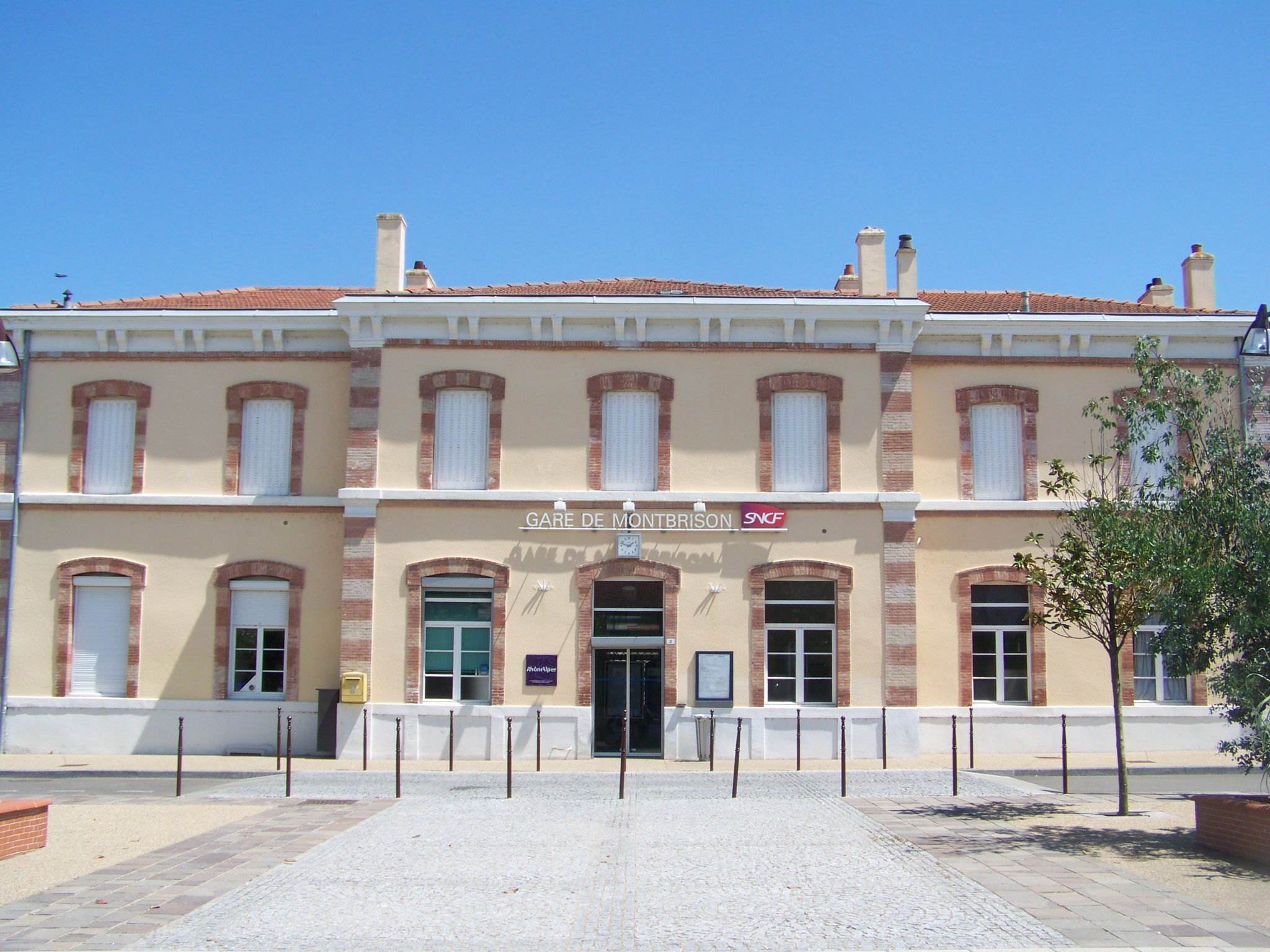
蒙布里松火车站

### 公路
蒙布里松是一个区域性的公路枢纽，多条卢瓦尔省省道在蒙布里松境内交汇。
2016年，74.4%的蒙布里松家庭拥有至少一辆的私人汽车。同年，蒙布里松境内共发生各类交通事故7起，造成12人受伤。
卢瓦尔省城际客运巴士提供前往圣艾蒂安、弗尔以及周边部分市镇的班车。

### 铁路
蒙布里松位于圣艾蒂安－克莱蒙费朗铁路线上，其中前往克莱蒙费朗方向的铁路已于2016年5月中断，前往该方向的列车由大巴车代替。蒙布里松站位于市区东南部，该站每天开行前往圣艾蒂安的区域列车。

### 航空
距离蒙布里松较近的民用航空机场分别为克莱蒙费朗机场（约85公里）和里昂圣埃克絮佩里机场（约90公里）。

### 城市公共交通
蒙布里松有一条摆渡公交车线路，连接市区东部的萨维尼厄，每天往返11班，周一至六开行。

## 政治
蒙布里松的现任市长为克里斯托夫·巴齐勒先生（Christophe Bazile），他是一名右翼无党派人士，他在2014年的市政选举中获得了53.21%的支持率，在2020年的市政选举则中获得了75.73%的支持率。
在2017年的法国总统大选中，法国第25任总统埃马纽埃尔·马克龙在蒙布里松获得了67%的支持率。
| 蒙布里松历届市长 |                   |                   |
| 任期             | 市长              | 党派              |
| 1944年－1953年   | 维克托·帕泰       | 不详              |
| 1953年－1962年   | 安德烈·马斯克勒   | DVD右翼无党派人士 |
| 1962年－1965年   | 路易·克鲁瓦齐耶   | 不详              |
| 1965年－1971年   | 安德烈·马斯克勒   | DVD右翼无党派人士 |
| 1971年－1995年   | 居伊·普瓦里厄     | PCF法国共产党     |
| 1995年－2008年   | 菲利普·韦纳       | DVD右翼无党派人士 |
| 1965年－1971年   | 莉莉亚娜·福尔     | PS社会党          |
| 1965年－1971年   | 克里斯托夫·巴齐勒 | DVD右翼无党派人士 |

## 人口
2017年，蒙布里松市镇人口数量为15,641，在法国排名第617位。其中男性7,196人，女性8,373人，75岁及以上人口占10.8%，外籍人口数量为621人，人口密度为958人/平方公里，当地居民被称为（男性）或（女性）。2018年，蒙布里松境内出生139人，死亡人口175人。
| 年份   | 1936  | 1946  | 1954  | 1962   | 1968   | 1975   | 1982   | 1990   | 1999   | 2006   | 2011   | 2016   | 2017   |
| ------ | ----- | ----- | ----- | ------ | ------ | ------ | ------ | ------ | ------ | ------ | ------ | ------ | ------ |
| 人口數 | 7,756 | 7,934 | 8,521 | 10,697 | 11,213 | 12,451 | 13,280 | 14,064 | 14,589 | 15,127 | 15,324 | 15,569 | 15,641 |

## 经济
蒙布里松是一个区域性的中心城市，当地共有各类用人单位2,339家，平均历史为16年，行政、医疗及社会服务是当地的主要就业岗位类型。

## 财政收入
2017年，蒙布里松的财政收入总额为17,487,000欧元，财政支出总额为14,222,000欧元，当年的债务总额为6,400,000欧元。
2014年，蒙布里松的人均收入总额为2,586欧元，其中高职人员为4,374欧元，普通职员为1,803欧元。
2015年，蒙布里松境内的青壮年（15至64岁）失业率为14.5%，当地41.7%的家庭拥有纳税资格。

## 社会事务

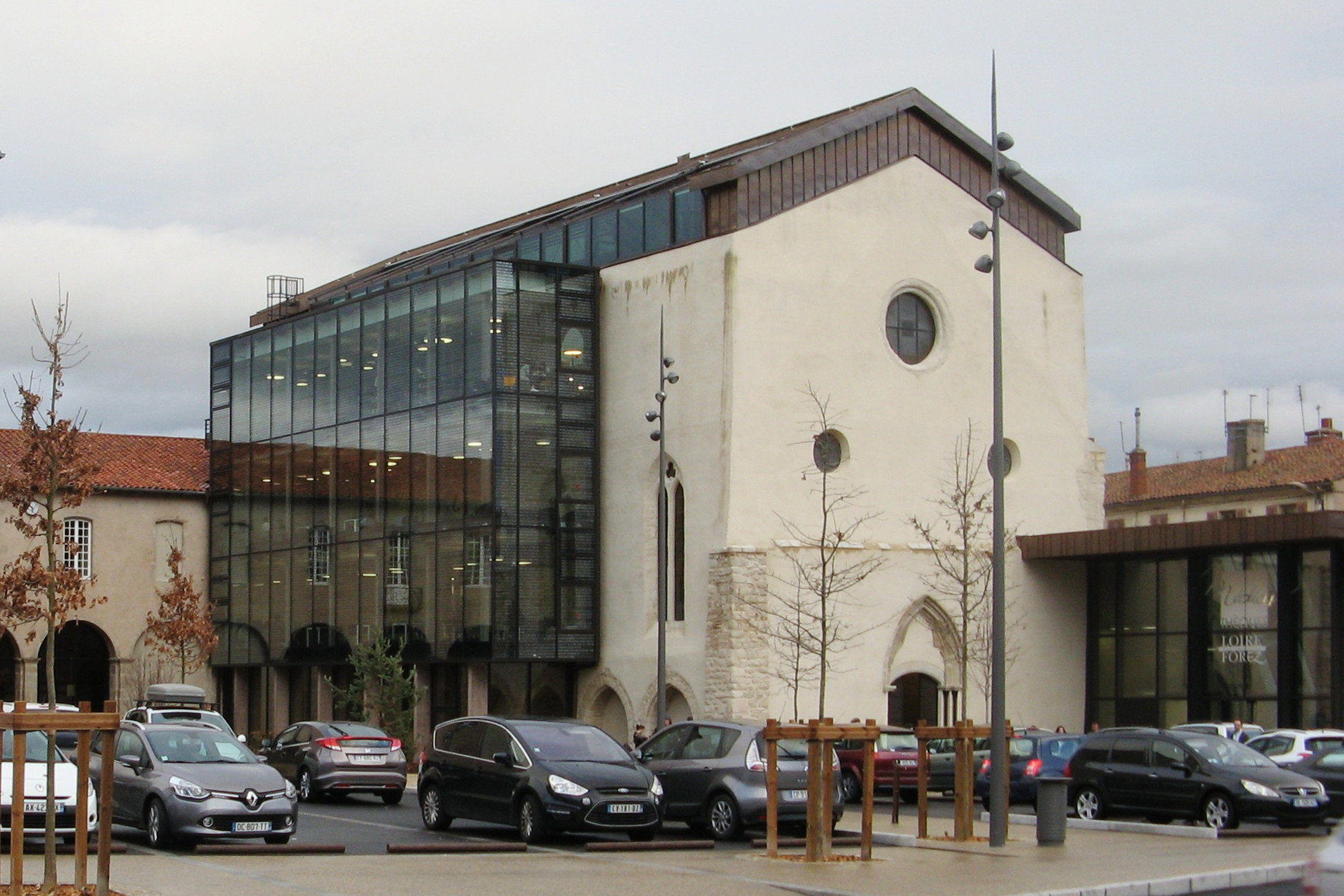
蒙布里松多媒体图书馆

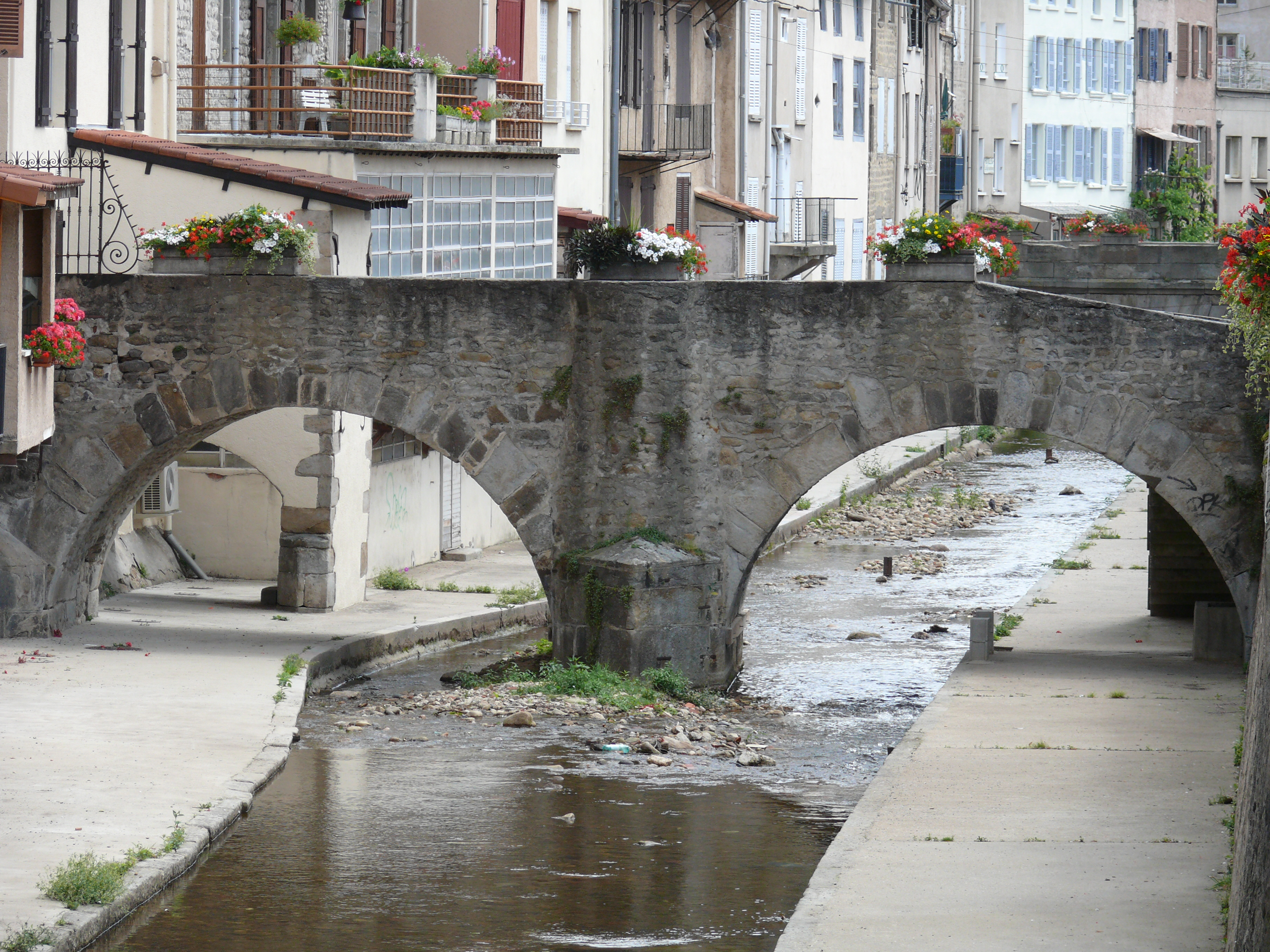
蒙布里松市中心的一处水道

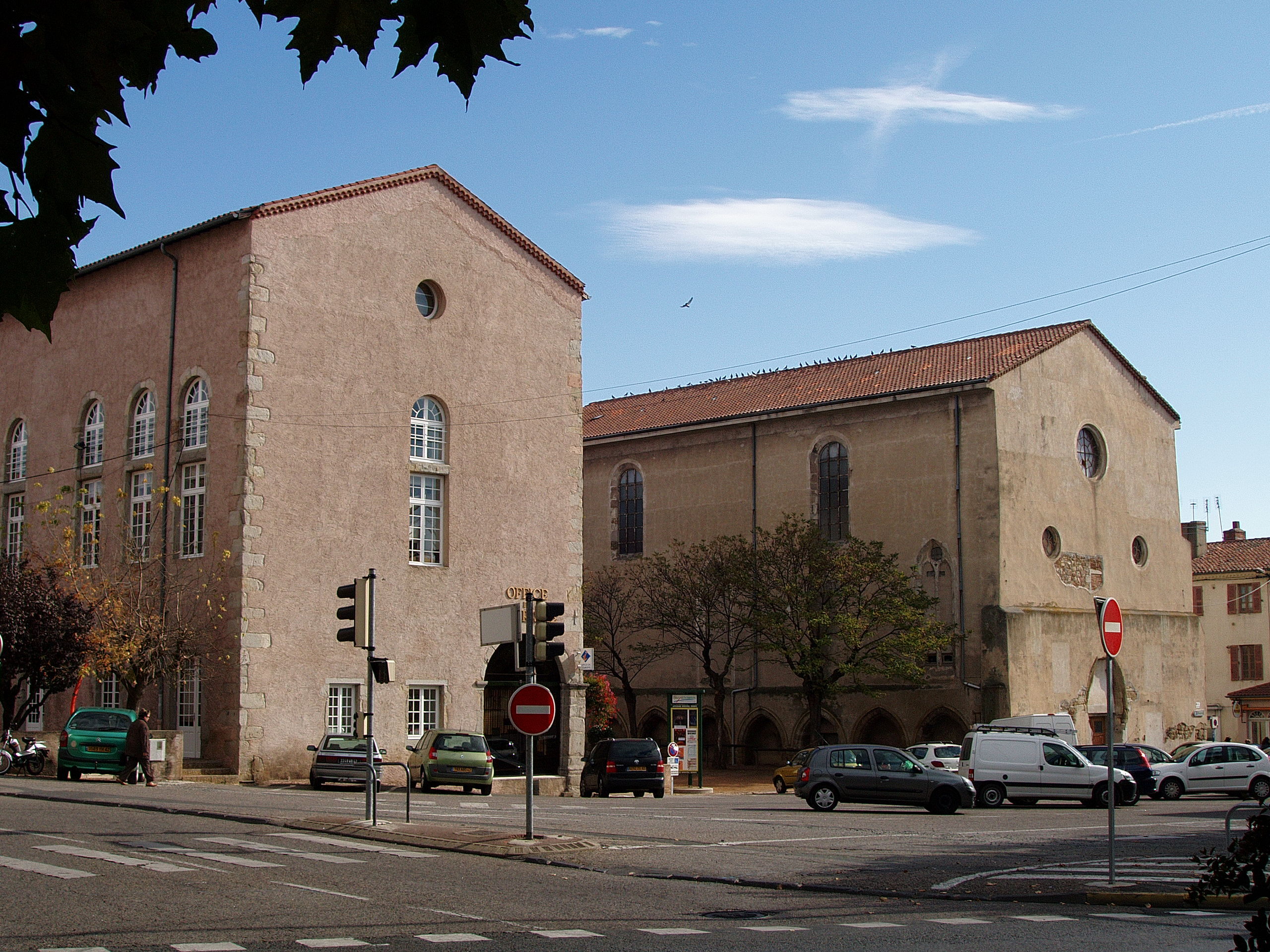
一处建筑

### 教育
蒙布里松属于里昂学区。截止2018年1月1日，蒙布里松境内共有3所幼儿园、5所小学、2所初级中学、2所普通高中、2所农业高中和2所职业高中。2018至2019学年度，蒙布里松境内共有在校中小学生3,261名。

### 医疗
截止2018年1月1日，蒙布里松境内共有全科医生19名、保健师22名、牙医17名、护士27名、耳科医生2名、眼科医生5名、皮肤科医生2名、助产士4名、儿科医生1名和妇科医生2名。境内共有药房7家，养老院2家，残疾人帮扶中心6家。
蒙布里松中心医院，全名为“福雷中心医院-蒙布里松病区”（Centre Hospitalier du Forez），位于蒙布里松市区西部，设有床位489个，是当地规模最大的公立综合性医院。

### 住房
2016年，蒙布里松境内共有各类住房8,268套，其中89.5%为常住房屋。集中式居民区主要分布在市区西部的博勒加尔街区。

### 商业
2017年，蒙布里松境内共有各类商铺1,175家，其中餐饮服务类497家。市区东南部建有大型开放式商业街区。

### 体育
2017年，蒙布里松境内共有1个游泳池、2个健身房、2个综合体育场、8个网球场、1个马术场、4个足球或橄榄球场、4个篮球或排球场。
蒙布里松足球俱乐部，全名为“萨维尼厄-蒙布里松体育联盟”（A. S. SAVIGNEUX MONTBRISON），是当地的一支足球队，2020至2021赛季参加区域性的足球联赛。

### 环境
蒙布里松的环境事务由其所属的公共社区负责。2017年，蒙布里松境内共有3家污染企业。

### 治安
2014年，蒙布里松及附近地区共发生各类案件4,848起，其中盗窃类案件3,115起，经济类案件467起，毒品交易类案件187起。

## 文化

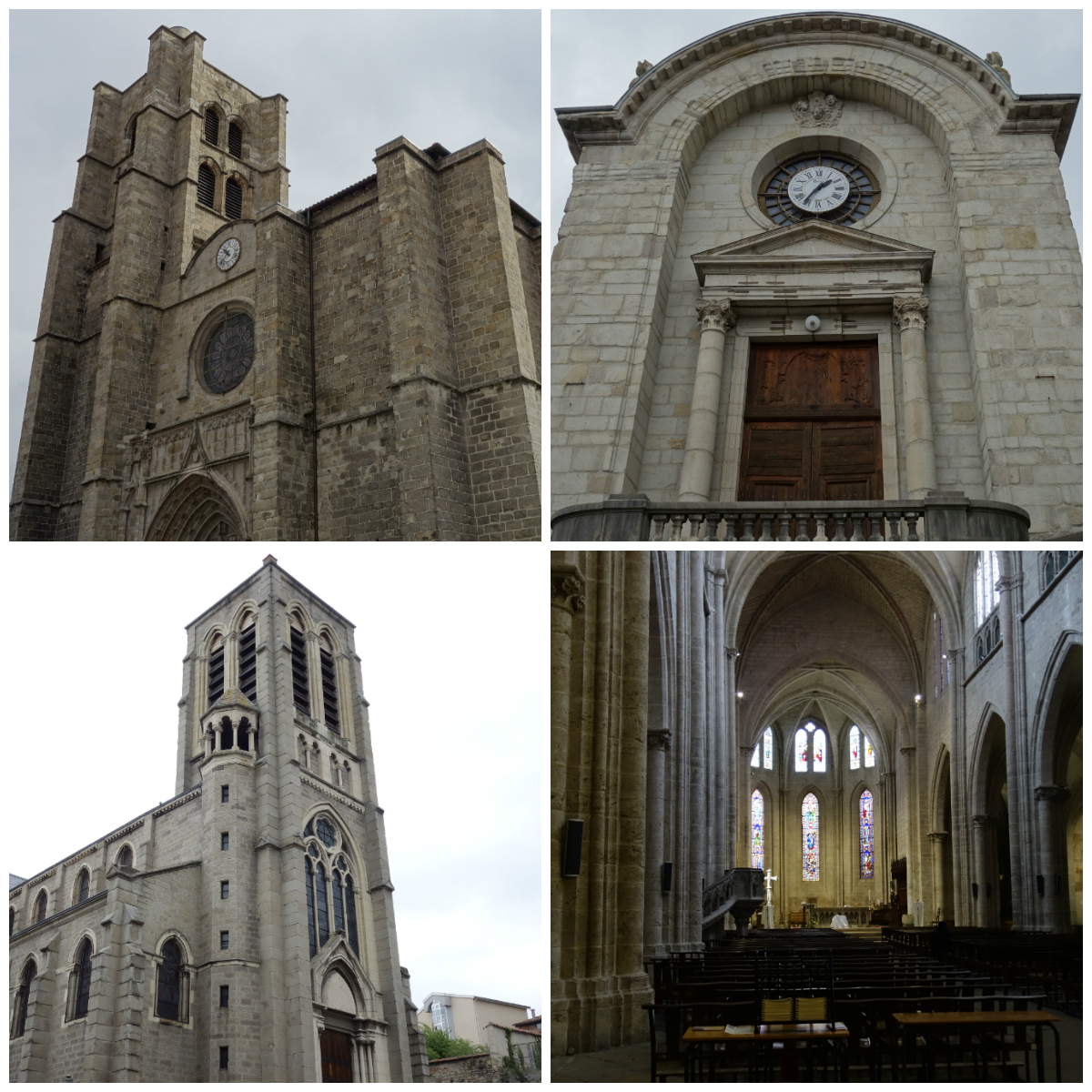
蒙布里松圣母之望小教堂

2017年，蒙布里松境内共有1个电影院和2个博物馆。

### 建筑
蒙布里松境内有多处法国国家文物保护单位，其中蒙布里松圣母之望小教堂是当地的代表性建筑物。

### 旅游
2018年，蒙布里松境内共有1个宾馆共计31家房间，另有1个露营地，可容纳共95辆露营车。蒙布里松集市于2019年被评为“法国最美集市”。

### 媒体
法国主要的媒体均可在蒙布里松接收，法国电视三台下属的奥弗涅-罗讷-阿尔卑斯大区频道在部分时段播出蒙布里松所属区域的地方新闻。

## 相关人物
法国花样滑冰冰舞运动员纪尧姆·西泽龙和法国作曲家、演奏家皮埃尔·布列兹均出生于蒙布里松。

## 友好城市
截至2020年7月，蒙布里松共与一座城市互为友好城市关系：
- 斯洛維尼亞 塞扎纳